# Галицький Володимир Францевич
Володимир Францевич Галицький (рос. Владимир Францевич Галицкий; нар. 27 серпня 1932, Могильов, Білоруська РСР — пом. 12 липня 2013, Одеса, Україна) — радянський український футболіст і тренер білоруського походження, виступав на позиції півзахисника.

## Кар'єра гравця
Вихованець заводської команди «Машинобудівник» (Одеса). У 1952 році був призваний на військову службу, яку проходив в армійській команді ОБО (Одеса), де й розпочав кар'єру футболіста. У 1955 році завершив службу й протягом короткого періоду часу виступав в одеському «Харчовику». Потім захищав кольори «Авангарду» (Жовті Води). У 1958 році перейшов до стахановського «Шахтаря». У 1959 році повернувся до жовтоводського «Авангарду», але через отриману травму змушений був завершити футбольну кар'єру.

## Тренерська діяльність
По завершенні кар'єри гравця розпочав тренерську діяльність. Спочатку тренував аматорські команди Овідіополя та Іллічівська. В 1967 році допомагав тренувати одеський СКА. Наступного року отримав запрошення зайняти посаду адміністратора в одеському «Чорноморці». У 1970 році залишив клуб, але вже 1973 року повернувся до «Чорноморця» на колишню посаду. У 1975 році приєднався до тренерського штабу одеського СКА, який тепер переїхав до Тирасполя й виступав під назвою «Зірка» (Тирасполь). У 1976 році клуб повернувся до Одеси, після чого повернув собі колишню назву СКА (Одеса). До 1978 року допомагав тренувати армійський клуб, а потім працював у сфері торгівлі. У липні 1989 році очолив одеський СКА, яким керував до завершення року.
12 липня 2013 року помер в Одесі у віці 81 року.

## Досягнення
«Чорноморець» (Одеса) — адміністратор
- Вища ліга чемпіонату СРСР
  -  Бронзовий призер (1): 1974

СКА (Одеса) — асистент головного тренера
- Чемпіонат УРСР
  -  Чемпіон (1): 1977
  -  Бронзовий призер (1): 1976

- Вихід до Першої ліги СРСР: 1978